# Выползово (Устюженский район)
Выползово — деревня в Устюженском районе Вологодской области.
Входит в состав Никифоровского сельского поселения, с точки зрения административно-территориального деления — в Никифоровский сельсовет.
Расстояние до районного центра Устюжны по автодороге — 24 км, до центра муниципального образования посёлка Даниловское по прямой — 8 км. Ближайшие населённые пункты — Ивановское, Козлово, Конюхово.
По переписи 2002 года население — 13 человек.